# Arthur Wear
Arthur Yancey Wear (St. Louis, 1 de março de 1880 - Argonne, 6 de novembro de 1918) foi um tenista estadunidense. Medalhista olímpico de bronze em duplas com Clarence Gamble.
Ele era filho de James H. Wear e irmão do também tenista Joseph Wear. Ele faleceu durante a Ofensiva Meuse-Argonne, na Primeira Guerra Mundial.